# Llibertat negativa
Llibertat negativa és aquella que es defineix per la no-coacció externa a l'individu que desitgi realitzar un curs d'acció determinat, és a dir, l'individu A que pretén dur a terme una acció X és lliure si, i només si, no existeix un Y tal que impedeixi que A realitzi X. No ha de confondre's l'adjectiu negatiu en sentit pessimista, sinó estrictament en el sentit lògic relatiu a la negació. Aquest concepte definitori és predominant en la filosofia moral anglesa i americana, mentre que la filosofia continental europea ha tendit a donar trets positius a la llibertat.
La interpretació convencional acceptada de la llibertat negativa pertany a Isaiah Berlin, que defineix també el concepte de llibertat positiva, pensador liberal del segle xx, que defineix que l'ordre polític només ha de pretendre protegir els seus ciutadans i defensar les seves llibertats, procurant la igual llibertat, ja que la felicitat i la igualtat en altres àmbits són assumptes completament voluntaris i de responsabilitat individual.